# Livre gambienne
La livre gambienne est l'ancienne devise de la Gambie et le nom de sa première monnaie en tant qu'État indépendant. 
Elle était divisée en 20 shillings et 240 pence.
Introduite entre 1963 et 1965, elle est remplacée par le dalasi en 1971 au taux de 1 livre gambienne pour 5 dalasis.